# Bombardeo de Valladolid
El Bombardeo de Valladolid fue un ataque aéreo ocurrido el 25 de enero de 1938 sobre esta ciudad castellana, en el contexto de la guerra civil española. No fue el bombardeo más duro que sufrió durante el conflicto, pero si el más sorprendente dado que a esas alturas de la guerra la ciudad se encontraba muy alejada de los principales escenarios bélicos.

## Contexto
Desde el principio del golpe de Estado en España de julio de 1936, Valladolid queda en manos de las tropas sublevadas, convirtiéndose en uno de los principales focos de insurrección para el ejército franquista. La ciudad era la sede de la VII Región Militar y contaba entonces con una población de unos 100 000 habitantes.
Posteriormente, según se va cercando Madrid (1936) y se finaliza la Campaña del Norte (1937), la importancia estratégica de la ciudad va disminuyendo porque el frente está situado en el este y el sur del país y cada vez se va alejando más. Por tanto, Valladolid se convierte en una típica ciudad de soporte de retaguardia, que aun así sufre las penalidades de la guerra como el hambre, el racionamiento y el mercado negro.
En el contexto de la Guerra Civil, hacia 1938 los bombardeos contra la retaguardia enemiga por parte de las fuerzas sublevadas empezaron a hacerse cada vez más habituales, especialmente contra importantes núcleos urbanos y centros industriales como Barcelona, Valencia o Alicante. La Aviación republicana, en respuesta a esta creciente campaña de ataques, bombardeó el 25 de enero la localidad castellana de Valladolid. El bombardeo ocurrió en plena batalla de Teruel, cuando los combates se hallaban en su plenitud y era una incertidumbre el derrotero que tomaría la guerra civil.

## Bombardeo

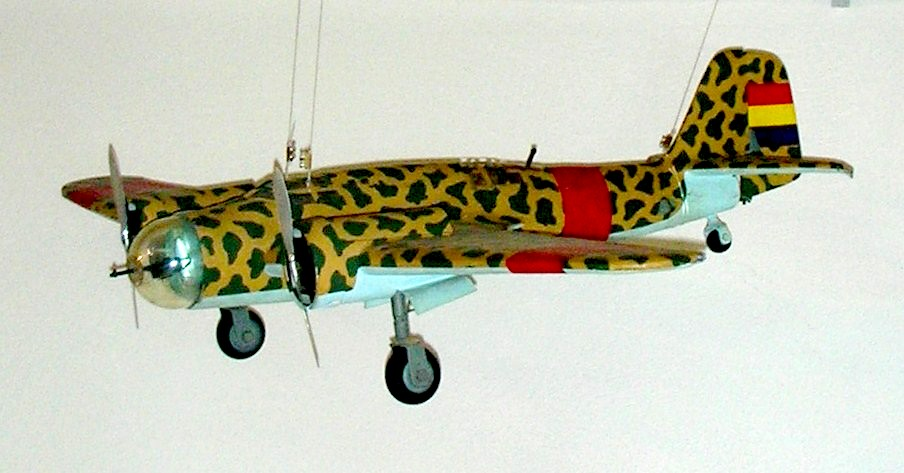
Reproducción a escala de un Tupolev SB-2 con los colores y distintivos de las Fuerzas Aéreas Republicanas durante la guerra civil española.

El 25 de enero unos 15 aviones Tupolev SB-2 en vuelo rápido se acercaron a la ciudad y descargaron 7 toneladas y media de explosivos. El ataque afectó especialmente a los talleres de la estación de ferrocarril aunque también a los depósitos de municiones situados en las inmediaciones. No era la primera vez que los republicanos atacaban la ciudad, si bien el 22 de mayo de 1937 ya se había producido otro ataque de especial relevancia. Este nuevo bombardeo republicano en realidad constituía la continuación del bombardeo efectuado sobre Salamanca el día 21 y Sevilla el día 23, aunque este había sido de menor intensidad. Ambos ataques obedecieron más a las órdenes de Hidalgo de Cisneros (comandante de las Fuerzas Aéreas republicanas) y a las de Yakov Vladimirovich Smushkievich "Douglas" (general jefe de la Aviación Soviética en España), a pesar de que contravenían la política del ministro de Defensa, Indalecio Prieto, de no bombardear la retaguardia civil.
En una declaración el gobierno republicano justificaba así las represalias:

Mientras nuestra aviación ha venido consagrándose exclusivamente a las operaciones militares de Teruel y en otras zonas a mantener servicios de vigilancia y protección, los facciosos han dedicado buena parte de sus aviones rápidos de bombardeo a agresiones que desde semanas constituyen un sistema ininterrumpido, pues no pasa día en que no se produzcan víctimas.

Todas estas acciones de represalia fueron analizadas y justificadas en una extensa nota entregada al gobierno británico el 31 de enero de 1938 con el significativo título "La guerra que nos han enseñado los facciosos: el terror contra el terror. Sin embargo el Gobierno de la República se avendría a humanizar la lucha". En ella se fijaba la política republicana sobre el bombardeo de poblaciones y se hacía una oferta al bando sublevado para ponerles fin:

Frente a los aviones, arma terrible, no hay más que un recurso: la aviación usada con los mismos métodos que emplee el adversario, en mayores proporciones, si es posible. Es decir el terror contra el terror. (...) No hemos apelado a este sistema por escrúpulos de conciencia y, además, por creer que nuestra tutela de gobernantes se desborda del territorio en que ejercemos plena autoridad, para extenderse sobre el resto de la nación de toda la cual somos sus legítimos representantes. Hemos esperado en vano a que el enemigo desistiera del proceder alevoso que inició en Madrid, y que luego ha hecho proseguir con la misma furia sobre todas las poblaciones leales a la República. Ante la cruel persistencia en el ataque aéreo contra poblaciones civiles... [y] no pudiendo el mando resignarse a contemplar condolido el espectáculo de ruina y muerte sembradas por la aviación rebelde, ha dispuesto que la nuestra dé réplica a los bombardeos de Barcelona, Reus, Tarragona, Valencia y todo el litoral en suma, yendo a Salamanca, Sevilla y Valladolid. (...) 
 El ministro de Defensa Nacional declara públicamente que la aviación republicana se abstendrá en absoluto de bombardear poblaciones de la retaguardia lejana si el enemigo desiste de hacerlo, y que el gobierno de la República se allanará con gusto a cualquier iniciativa encaminada a un compromiso mutuo mediante el cual quede descartado de la guerra un procedimiento de lucha que sobre el dolor de derramar sangre inocente se acumula la pesadumbre de acelerar la ruina de España

## Otros bombardeos sobre Valladolid
Valladolid fue la sexta ciudad de la retaguardia del bando sublevado más bombardeada por la aviación republicana después de Córdoba, Palma de Mallorca, Granada, Ávila y Sevilla. Según El Norte de Castilla hubo 412 afectados por los 20 bombardeos acontecidos en la provincia durante todo el conflicto.
Cronología de los ataques:
- 1 de agosto: de 1936 a las 8:30 de la mañana: 30 cuerpos sin vida y 120 heridos
- 3 de agosto: con bombardeos por la mañana y tarde con 12 horas de diferencia con el resultado de 29 víctimas mortales y 126 los heridos.
- 5 de agosto: 25 muertos y 110 heridos.
- 23 de septiembre: a las 12:30, una bomba acababa con la vida de dos personas y producía 130 heridos.
- 8 de abril de 1937: un nuevo avión segaba la vida de 40 vallisoletanos y hería a 65.[7] Fue el bombardeo más duro.
- 21 de mayo: 15 muertos y 60 heridos.
- 22 de mayo: otro bombardeo acababa con la vida de 7 personas y hería a otras 20 .
- 16 de agosto: muerte de una mujer y cinco heridos.
- 25 de enero de 1938: 14 personas muertas e hirió a otras 70. Este ataque -unido al bombardeo de Sevilla- provocó un violento raid sobre Barcelona que produjo 150 muertos y 500 heridos por la aviación sublevada.